# Дамьян, Йерней
Йерней Дамьян (словен. Jernej Damjan) род. 28 мая 1983 года в Любляне — известный словенский прыгун с трамплина, призёр чемпионата мира.
В Кубке мира Дамьян дебютировал в 2004 году, в феврале 2005 года впервые попал в тройку лучших на этапе Кубка мира. Всего на сегодняшний момент имеет 4 попадания в тройку на этапах Кубка мира, 3 в личных соревнованиях и 1 в командных. Лучшим достижением по итогам Кубка мира для Дамьяна являются 15-е места в сезонах 2004-05 и 2007-08.
Принимал участие в Олимпиаде-2006 в Турине, где был 10-м в команде, 28-м на большом трамплине и 35-м на нормальном трамплине.
На Олимпиаде-2010 в Ванкувере стартовал в двух дисциплинах, стал 38-м на нормальном трамплине и 33-м на большом трамплине.
За свою карьеру участвовал в трёх чемпионатах мира, завоевал бронзу в командных соревнованиях на нормальном трамплине на чемпионате мира 2005 в Оберстдорфе.
Использует лыжи производства фирмы Elan.